# 利氏园蛛
利氏园蛛（学名：Araneus licenti）为园蛛科园蛛属的动物。在中国大陆主要分布于北京等地。该物种的模式产地在北京。